# 勝負は時の運
勝負は時の運（しょうぶはときのうん）は、太平記が由来のことわざ。

## 概要
勝負の勝敗というのはその時の運によるもので、必ずしも力の強い者が勝つとは限らないということを意味する。

### 由来
この言葉は『太平記』という物語が由来である。この物語は後醍醐天皇が鎌倉幕府を倒すために戦ったという内容の物語である。この物語に出てくる足利尊氏によって述べられていた言葉である。足利尊氏というのは数多くの戦いを経験してきた人物であり、勝つことも負けることも経験してきた。このような経験をしてきた人物が、戦争での勝負というのは時の運ということであるために、負けたとしても恥ではないというようなことを述べていたのである。